# Wierzbno (Nysa)
Pour les articles homonymes, voir Wierzbno.
Wierzbno est une localité polonaise de la voïvodie d'Opole et du powiat de Nysa.